# Sermos Galiza
Sermos Galiza és un setmanari de comunicació general i d'àmbit gallec, publicat a Santiago de Compostel·la.
El seu primer número va sortir al carrer el 17 de maig de 2012. Va aparèixer en gallec, amb la voluntat de ser una publicació estable en aquesta llengua. El disseny de la seva pàgina web va a càrrec de l'empresa compostel·lana Sacauntos Cooperativa Gráfica.
El novembre del 2017 va anunciar la seva sortida com a diari imprès, que es va fer efectiva el gener del 2020 amb el nom de Nós Diario.